# S. A. Zaidi
S. A. Zaidi es un director de cine afincado en Dubái, en los Emiratos Árabes Unidos. Es conocido por la primera película árabe de ciencia ficción Aerials, y por la película emiratí de ciencia ficción postapocalíptica The Sons of Two Suns.

## Vida y trayectoria profesional
S. A. Zaidi nació y creció en los Emiratos Árabes Unidos, pero es originario de Pakistán. Su padre, el Dr. Syed Azhar Ali Zaidi, es un destacado pionero de la literatura urdu.
Su primera película, The Sons of Two Suns, se estrenó en el Festival de Cine del Golfo, en el Festival Internacional de Cine de Dubái,  y en el Festival de Cine de Ciencia Ficción de Boston.
En 2016 S. A. Zaidi estrenó su película Aerials en los cines de los Emiratos Árabes Unidos. Fue reconocida como la primera película de ciencia ficción en Oriente Medio.
Fundó la empresa Fat Brothers Films junto con el productor de cine emiratí Ghanem Ghubash.

## Filmografía
| Año  | Película             | Función             | Género          | Notas        |
| ---- | -------------------- | ------------------- | --------------- | ------------ |
| 2013 | The Sons of Two Suns | Director y escritor | Ciencia ficción | Cortometraje |
| 2016 | Aerials              | Director y escritor | Ciencia ficción | Largometraje |